# Italian International 2022
Die Italian International 2022 fanden vom 2. bis zum 5. Juni 2022 im PalaBadminton in Mailand statt. Es war die 22. Auflage der offenen internationalen Meisterschaften von Italien im Badminton.

## Sieger und Platzierte
| Disziplin    | Gold                                           | Silber                               | Bronze                                      |
| ------------ | ---------------------------------------------- | ------------------------------------ | ------------------------------------------- |
| Herreneinzel | Christian Adinata                              | Magnus Johannesen                    | Lu Chia-hung                                |
| Herreneinzel | Christian Adinata                              | Magnus Johannesen                    | Ikhsan Leonardo Imanuel Rumbay              |
| Dameneinzel  | Malvika Bansod                                 | Hsu Wen-chi                          | Goh Jin Wei                                 |
| Dameneinzel  | Malvika Bansod                                 | Hsu Wen-chi                          | Tanya Hemanth                               |
| Herrendoppel | Su Ching-heng Ye Hong-wei                      | Kim Jae-hwan Yoon Dae-il             | Chia Wei Jie Low Hang Yee                   |
| Herrendoppel | Su Ching-heng Ye Hong-wei                      | Kim Jae-hwan Yoon Dae-il             | Chiu Hsiang-chieh Yang Ming-tse             |
| Damendoppel  | Hsu Ya-ching Lin Wan-ching                     | Jin Yujia Crystal Wong Jia Ying      | Chloe Birch Jessica Pugh                    |
| Damendoppel  | Hsu Ya-ching Lin Wan-ching                     | Jin Yujia Crystal Wong Jia Ying      | Kim Min-ji Seong Seung-yeon                 |
| Mixed        | Zachariah Josiahno Sumanti Hediana Julimarbela | Ruttanapak Oupthong Chasinee Korepap | Dejan Ferdinansyah Gloria Emanuelle Widjaja |
| Mixed        | Zachariah Josiahno Sumanti Hediana Julimarbela | Ruttanapak Oupthong Chasinee Korepap | Ethan van Leeuwen Chloe Birch               |